# Guerino I d'Alvernia
Guerino, Guerin, Warin in francese, Guerí in catalano e Guarnarius o Werinus in latino (760 – forse 819), fu conte d'Alvernia, Borgogna, Chalon e Mâcon.
Alcuni autori lo chiamano Warin di Vergy

## Origine
Nobile carolingio di cui non si conoscono gli ascendenti.

## Biografia
Si suppone che fosse figlio o nipote di Adalardo († 763) parente di Carlo Martello, conte di Chalon nell'ambito del ducato di Borgogna, il quale fu ucciso difendendo Chalon contro Waifer, duca di Aquitanis.
Guerino sposò Albane nel 778, e divenne conte di Chalon "de son estoc", ovvero per eredità, e nell'818 conte di Alvernia per concessione di Ludovico il Pio: si suppone che la moglie, Albane, fosse figlia di Ithier, conte di Alvernia.
Nell'825 o 826, ricevette dal vescovo di Mâcon, Hildebaudo o Hildeboldo, la proprietà del villaggio di Cluny.
Sarebbe morto nell'anno 834, oppure nell'856, o ancora più tardi, il personaggio potrebbe tuttavia essere stato confuso con i suoi omonimi successori.

## Discendenza
Parente con Guerino di Turgovia.
- Guerino di Provenza[13][14](... – 853), fu conte di Autun, conte d'Alvernia e conte di Provenza e di Arles, Chalon, Borgogna e Tolosa.[1]
- Teodorico di Vergy († 883), conte di Chalon (856), Autun (878), di Macon (869-877). Presunto padre di Manasse di Châlon.
- Nipote Ermengarda sposa Bernardo III di Tolosa.